# گائتانو آرونیکا
گائتانو آرونیکا (ایتالیایی: Gaetano Aronica؛ زادهٔ ۳۰ سپتامبر ۱۹۶۳) بازیگر اهل ایتالیا است.
از فیلم‌ها یا برنامه‌های تلویزیونی که وی در آن نقش داشته است، می‌توان به مالنا، باریا و بربرها اشاره کرد.